# Joker Bianchi/2010
Deze pagina geeft een overzicht van de Joker Bianchi-wielerploeg in 2010.

## Algemeen
Algemeen manager: Birger Hungerholdt
Ploegleiders: Stig Kristiansen, Anders Linnestad, Gino van Oudehove
Fietsmerk: Bianchi

## Renners
| Naam                      | Geboortedatum | Nationaliteit | Ploeg 2009              |
| ------------------------- | ------------- | ------------- | ----------------------- |
| Reidar Borgersen          | 10-04-1980    | Noorwegen     | Neoprof                 |
| Vegard Breen              | 08-02-1990    | Noorwegen     | Neoprof                 |
| Vegard Robinson Bugge     | 07-12-1989    | Noorwegen     | Neoprof                 |
| Ole Haavardsholm          | 18-07-1989    | Noorwegen     |                         |
| Vegard Stake Laengen      | 07-02-1989    | Noorwegen     |                         |
| Christer Rake             | 19-03-1987    | Noorwegen     | Sparebanken Vest-Ridley |
| Stian Remme               | 04-06-1982    | Noorwegen     |                         |
| Sondre Gjerdevik Sørtveit | 15-08-1988    | Noorwegen     |                         |
| Ingar Stokstad            | 16-12-1989    | Noorwegen     |                         |
| Svein Erik Vold           | 31-10-1985    | Noorwegen     |                         |
| Stagiaires                |               |               |                         |
| Frans-Leonard Markaskard  | 27-10-1990    | Noorwegen     |                         |

## Belangrijke overwinningen
| Ringerike GP 4e etappe: Christer Rake eindklassement: Christer Rake | Giro della Regione Friuli Venezia Giulia eindklassement: Vegard Stake Laengen |  |